# SMAK
Lo Stedelijk Museum voor Actuele Kunst (SMAK) venne inaugurato nel 1999. L'origine del museo di Gand risale al 1957 quando Karel Geirlandt istituì l'associazione degli amici del museo di arte contemporanea.

## Collezione

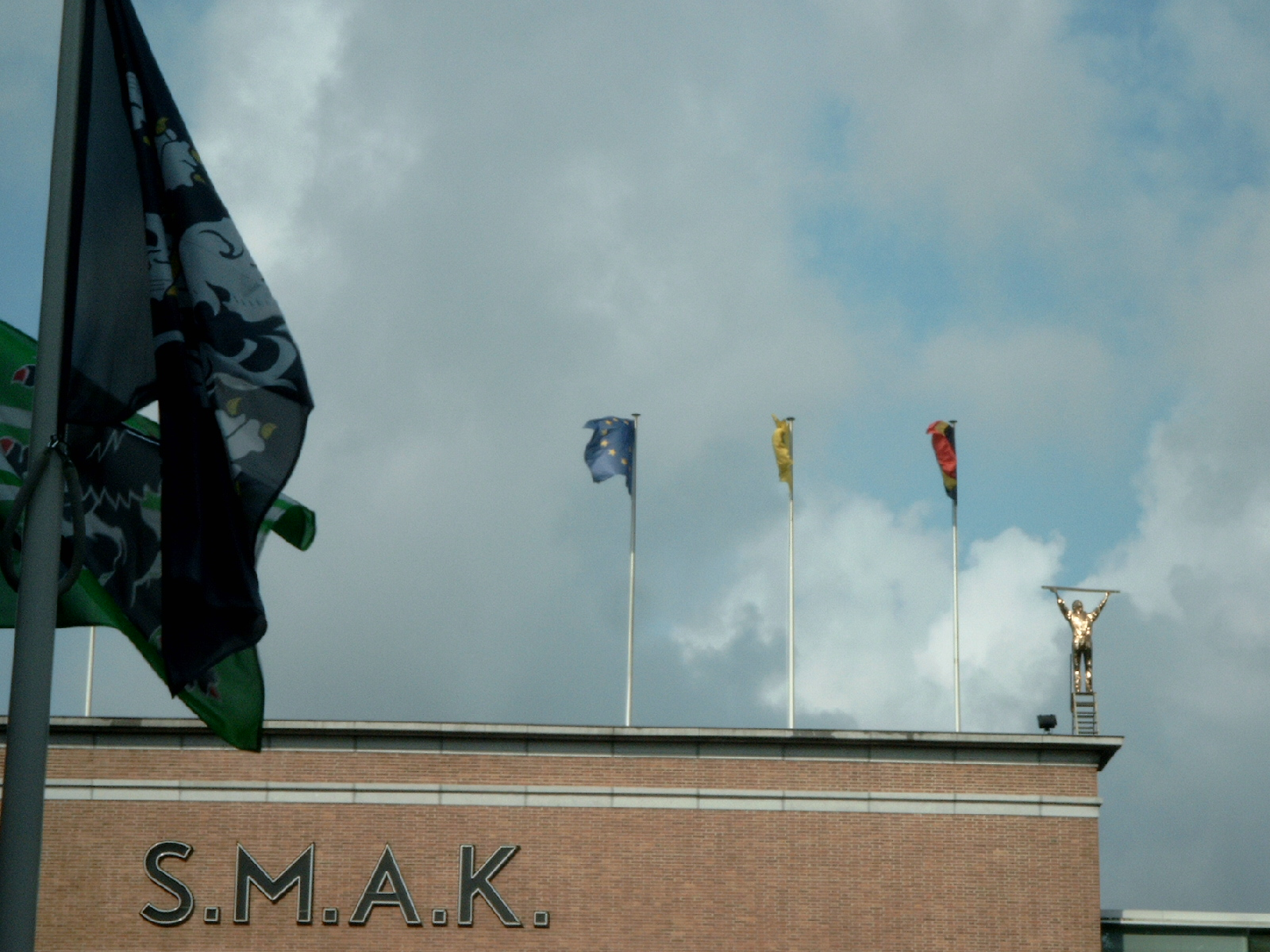
Facciata dello S.M.A.K. a Gand con la scultura di Jan Fabre

La collezione dello SMAK comprende opere d'arte moderna dal 1950 fino a oggi. 
La collezione rappresenta movimenti artistici come Cobra, Pop Art, Minimal Art, Arte concettuale e Arte Povera.
Nella collezione ci sono dei capolavori dell'arte contemporanea come l'installazione Wirtschaftswerte di Joseph Beuys, Die Toilette di Ilya Kabakov e il dipinto Figure Sitting di Francis Bacon.
La collezione comprende importanti artisti internazionali come Art & Language, Gerhard Richter, David Hammons, Thomas Schütte o Juan Muñoz, e artisti belgi: Panamarenko, Marcel Broodthaers, Danny Matthys, Hugo Debaere, Wim Delvoye, Jan Vercruysse, Jan Fabre, Jan De Cock, Luc Tuymans e Michaël Borremans.

## Mostre

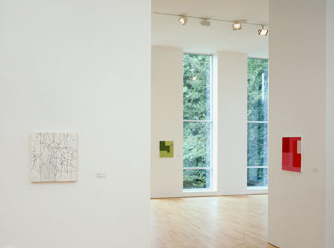
Jürgen Partenheimer, Stedelijk Museum voor Aktuele Kunst, S.M.A.K. Gand, 2002

Molte delle grandi mostre che ebbero luogo al museo furono realizzate sotto la direzione di Jan Hoet. Chambres d'Amis (1986) è stata una delle mostre più celebri del museo che lo hanno reso famoso nel mondo.